# Autobedrijf "De Zuidwesthoek"

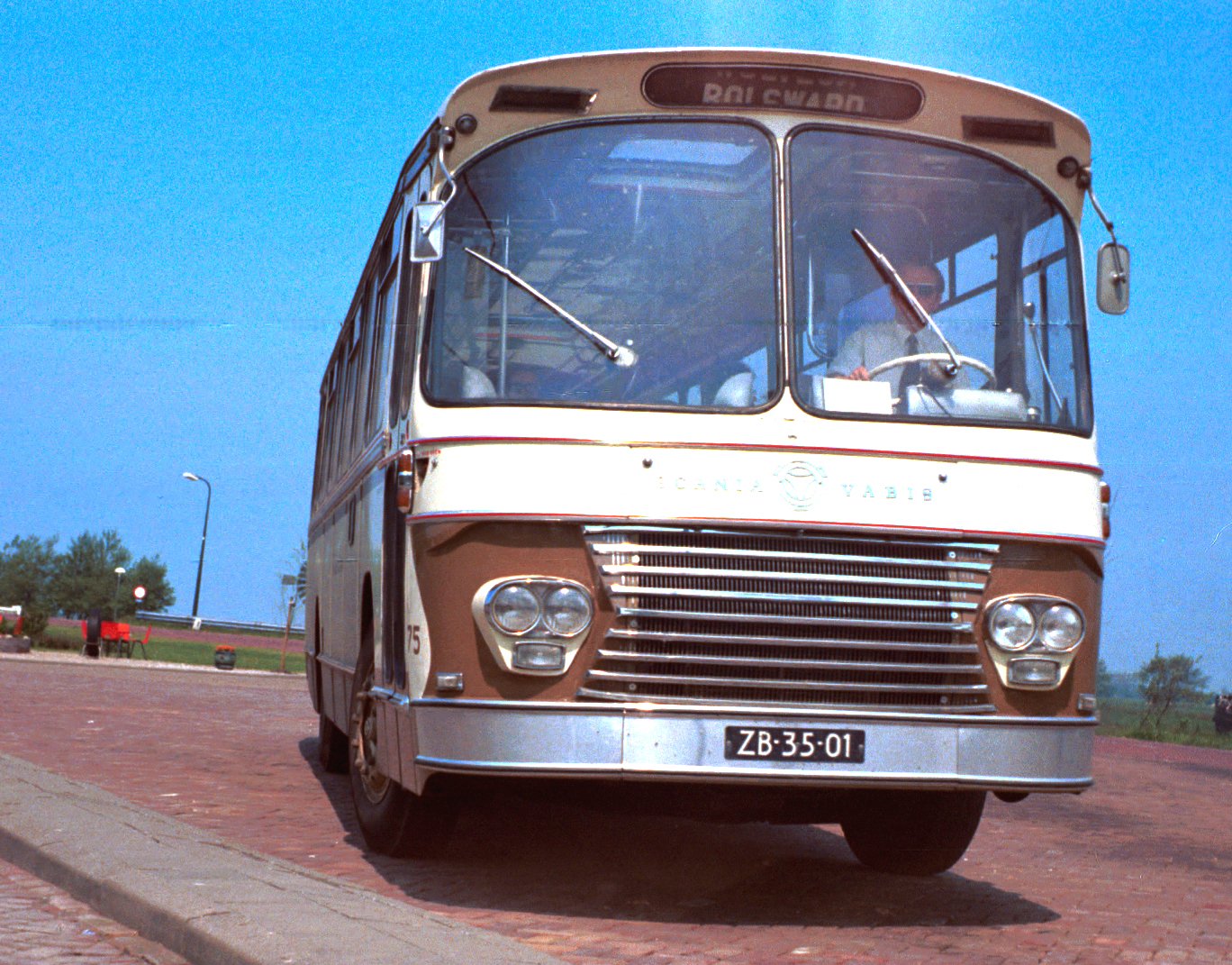
ZWH-bus 75, een Scania-Vabis / Smit Joure uit 1964.

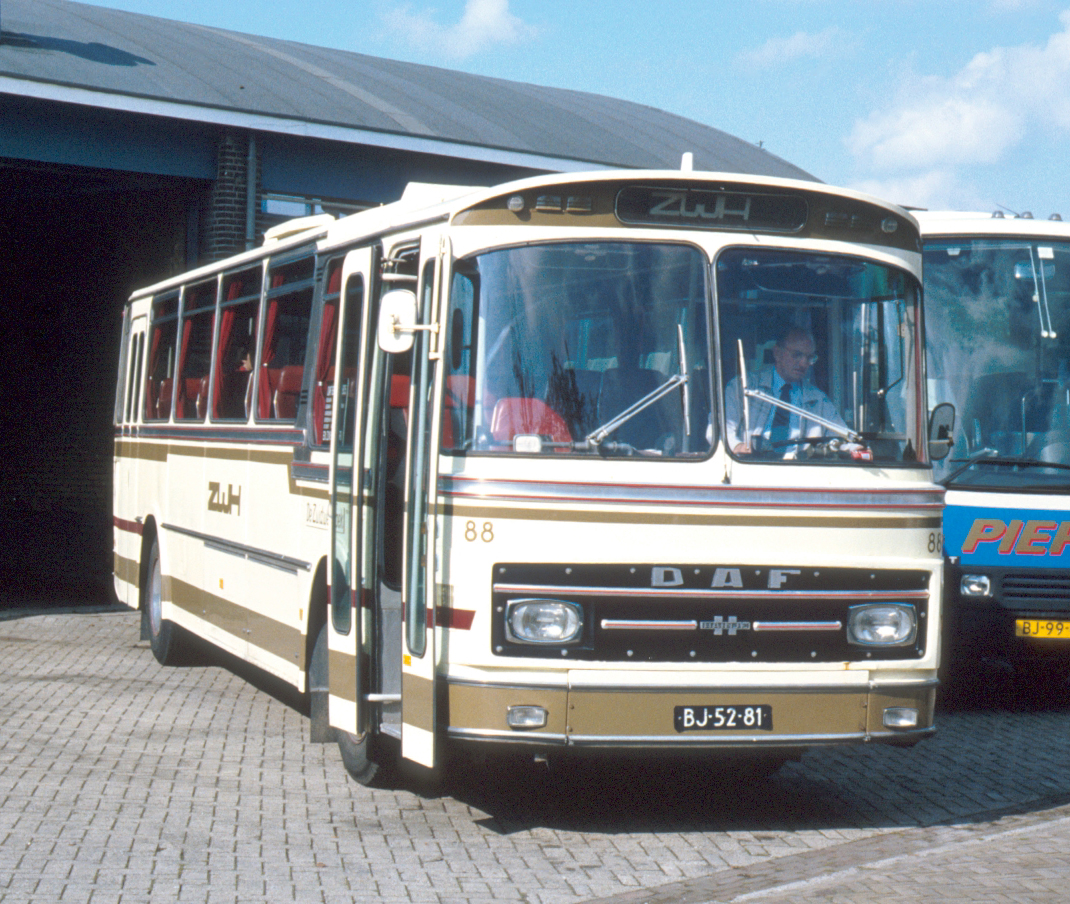
ZWH-bus 88, een DAF / Hainje uit 1971, nu eigendom van het Nationaal Bus Museum in Hoogezand.

De N.V. Autobedrijf "De Zuidwesthoek" (ZWH) te Balk was van 1940 (eigenlijk al vanaf 1921) tot 1974 een aanbieder van openbaar vervoer per autobus in het zuidwestelijk deel van de provincie Friesland en een deel van de Noordoostpolder (nu in Flevoland, toen in de provincie Overijssel).

## Geschiedenis
De geschiedenis van het bedrijf gaat terug tot 1921, het jaar waarin de ondernemer M. de Boer, toen nog met zijn compagnon De Groot, een busdienst begon van Balk naar Sneek. Men gebruikte de naam Eerste Balkster Autobusdienst, later Balkster Autobedrijf. De Boer was bepaald niet de enige: in dit deel van Friesland ontstonden in de jaren '20 talloze kleine autobusbedrijfjes, die in de loop der jaren weer verdwenen of zich aansloten bij het bedrijf van De Boer.

### Overnames
Zo werd in 1938 de firma P. van Veen te Wijckel, met lijnen in Gaasterland, overgenomen. In 1940 werd een fusie aangegaan met de firma's Bangma te Lemmer en Hoekstra & De Jong te Oudega. Van toen af werd de naam Zuidwesthoek gebruikt voor het gecombineerde bedrijf, dat in 1941 ook de firma's Westra te Gaastmeer en Bakker te Langweer inlijfde. 1942 bracht de overname van zelfs vier firma's met hun lijndiensten: Kuipers te Oosterzee, Coehoorn te Lemmer, Zwaagstra te Tjerkwerd en Bult te Bakhuizen. Het merendeel van deze ondernemers trad bij de ZWH in dienst. Na de bevrijding kwamen daar nog de firma De Jager te Heerenveen en een lijn van De Koe uit Wolvega bij, terwijl de lijn Lemmer - Heerenveen kon worden overgenomen van de NTM.

### Na de oorlog
Het Autobedrijf "De Zuidwesthoek" had nu zijn grootste omvang bereikt, met een vervoergebied dat reikte van Bolsward , Sneek en Heerenveen in het noorden tot Emmeloord in het zuiden. De totale lijnlengte was 314 kilometer en er werden bijna 3000 reizigers per dag vervoerd met een wagenpark van ongeveer 45 bussen. In 1955 werd de firma omgezet in een naamloze vennootschap. Men deed ook aan touringcarreizen en had zich aangesloten bij het reisbureau Cebuto, samen met de andere Friese streekvervoerders NTM, NOF, LAB en LABO. Daarnaast had de ZWH een garagebedrijf en het dealerschap van Scania-Vabis bedrijfswagens, een merk dat dan ook (naast DAF) vele bussen aan de ZWH geleverd heeft. Voor de carrosserieën werd meestal een beroep gedaan op de Friese busbouwers Hainje en Smit Joure.

### Einde
In 1974 werden de aandelen ZWH verkocht aan de NS, waarvan de dochteronderneming FRAM het bedrijf overnam.
In 1996 fuseerde de FRAM met DVM/NWH tot VEONN, dat werd overgenomen door Arriva. Dat bedrijf verdween in 2007 - na een aanbestedingsprocedure - uit het vroegere ZWH-vervoergebied, toen Connexxion hier ging rijden. In december 2012 keerde Arriva terug in het Friese deel van het oude ZWH-vervoergebied. De voormalige ZWH-lijnen in de Noordoostpolder vallen heden ten dage onder de concessie IJsselmond.

## Museumbus
In de collectie van het Nationaal Bus Museum in Hoogezand bevindt zich ZWH-bus nr. 88, een DAF SB1602DS605 / Hainje uit 1971.